# Молчан, Алекс
Алекс Молчан (словац. Alex Molčan; род. 1 декабря 1997, Прешов) — словацкий профессиональный теннисист.

## Спортивная карьера
Молчан успешно выступал в юниорском туре ITF с 2013 по 2015 годы. Участвовал в юниорском финале Открытого чемпионата Австралии по теннису в парном разряде. Вместе с поляком Хубертом Хуркачем уступили австралийской паре Джейку Делани и Марку Полмансу на тай-брейке решающего сета. В одиночном разряде его лучшим результатом среди юниоров стал выход в 1/8 финала Открытого чемпионата Франции 2015 года. В 2014 году он принял участие во всех дисциплинах теннисного турнира летних юношеских Олимпийских игр.
В 2015 году Молчан сыграл первые профессиональные турниры в рамках третьего по рейтингу ITF Future Tour. В этом же году он впервые вошел в топ-1000 мирового рейтинга в одиночном разряде. В следующем 2016 году он выиграл свой первый титул Future в одиночном разряде. 
В мае 2021 года на турнире серии ATP тура в Белграде (Сербия) Алекс в первые в карьере вышел в финал турнира ATP 250, где уступил Новаку Джоковичу 4-6, 3-6. На Открытом чемпионате США по теннису дошел до третьего раунда. В апреле 2022 года на турнире в Марокко он вновь вышел в финале и проиграл бельгийцу Давиду Гоффену. Через месяц в Лионе, в третьем финале турниров ATP тура, уступил британцу Кэмерону Норри 3-6, 7-6, 1-6. На Уимблдоне в 2022 году ему вновь удалось, второй раз в карьере, выйти в третий круг турнира Большого шлема.  
На Открытом чемпионате Австралии 2023 года Алекс выиграл свой первый матч, в пяти сетях обыграл Стэна Вавринку — 6-7 6-3 1-6 2-6 7-6, 6-4. Во втором раунде уступил в пяти сетах канадцу Феликсу Оже-Альяссиму. 

## Рейтинг на конец года
| Год  | Одиночный рейтинг | Парный рейтинг |
| 2022 | 50                | 832            |
| 2021 | 88                | 339            |
| 2020 | 312               | 400            |
| 2019 | 287               | 509            |
| 2018 | 347               |                |

## Выступления на турнирах

### Финалы турнировATPв одиночном разряде (3)

#### Поражения (3)
| Легенда                     |
| --------------------------- |
| Турниры Большого шлема (0*) |
| Финал АТР-тура (0)          |
| ATP Мастерс 1000 (0)        |
| АТР 500 (0)                 |
| АТР 250 (0)                 |

| Титулы по покрытиям | Титулы по месту проведения матчей турнира |
| ------------------- | ----------------------------------------- |
| Хард (0)            | Зал (0)                                   |
| Грунт (0)           | Зал (0)                                   |
| Трава (0)           | Открытый воздух (0)                       |
| Ковёр (0)           | Открытый воздух (0)                       |

* количество побед в одиночном разряде.
| №  | Дата           | Турнир            | Покрытие | Соперник в финале | Счёт        |
| 1. | 29 мая 2021    | Белград, Сербия   | Грунт    | Новак Джокович    | 4-6 3-6     |
| 2. | 10 апреля 2022 | Марракеш, Морокко | Грунт    | Давид Гоффен      | 6-3 3-6 3-6 |
| 3. | 21 мая 2022    | Лион, Франция     | Грунт    | Кэмерон Норри     | 3-6 7-6 1-6 |